# رباطی
رباطی، روستایی از توابع بخش مرکزی شهرستان فیروزه در استان خراسان رضوی ایران است. خانم سکینه معتمدی اولین دهیار این روستا می باشد که در سال ۱۳۹۳ با انتخاب شورای اسلامی روستا به این سمت منصوب شد.

## جمعیت
این روستا در دهستان تخت جلگه قرار دارد و براساس سرشماری مرکز آمار ایران در سال ۱۳۸۵، جمعیت آن ۱۳۵ نفر (۳۲خانوار) بوده‌است.